# Desert Valley
Desert Valley (lett. "valle del deserto") è un film muto del 1926 diretto da Scott R. Dunlap. La sceneggiatura di Randall Faye si basa sull'omonimo romanzo di Jackson Gregory pubblicato a New York nel 1921.

## Produzione
Il film fu prodotto dalla Fox Film Corporation.

## Distribuzione
Il copyright del film, richiesto dalla Fox Film Corp., fu registrato il 12 dicembre 1926 con il numero LP23439.
Distribuito dalla Fox Film Corporation e presentato da William Fox, il film uscì nelle sale cinematografiche statunitensi il 26 dicembre 1926.